# Agnieszka Malarewicz-Jakubów
Agnieszka Barbara Malarewicz-Jakubów – polska prawnik, dr hab. nauk prawnych, profesor nadzwyczajny Katedry Prawa Cywilnego i Handlowego Wydziału Prawa Uniwersytetu w Białymstoku i Instytutu Nauk Administracyjnych Wyższej Szkoły Administracji Publicznej im. Stanisława Staszica w Białymstoku.

## Życiorys
12 grudnia 1997 obroniła pracę doktorską Charakter prawny akcji, 22 października 2010  habilitowała się na podstawie pracy zatytułowanej Konsument a reklama. Studium cywilnoprawne. 8 listopada 2018 nadano jej tytuł profesora w zakresie nauk prawnych. Została zatrudniona na stanowisku profesora nadzwyczajnego w Katedrze Prawa Cywilnego i Handlowego na Wydziale Prawa Uniwersytetu w Białymstoku i w Instytucie Nauk Administracyjnych Wyższej Szkole Administracji Publicznej im. Stanisława Staszica w Białymstoku. Od marca 2023 r. członkini Doradczego Komitetu Naukowego Rzecznika Finansowego.
Jest kierownikiem (p.o.) Katedry Prawa Cywilnego i Handlowego, oraz prodziekanem na Wydziale Prawa Uniwersytetu w Białymstoku.